# Rasmus Tiller
Rasmus Fossum Tiller (ur. 28 lipca 1996 w Trondheim) – norweski kolarz szosowy.

## Osiągnięcia
Opracowano na podstawie:

2017
- 3. miejsce w Gandawa-Wevelgem U23
- 3. miejsce w mistrzostwach Norwegii U23 (start wspólny)
- 1. miejsce w mistrzostwach Norwegii (start wspólny)

2018
- 1. miejsce w prologu Grand Prix Priessnitz spa
- 2. miejsce w mistrzostwach Norwegii (start wspólny)

2021
- 2. miejsce w Le Samyn
- 3. miejsce w Tour du Finistère
- 1. miejsce w Dwars door het Hageland
- 2. miejsce w Binche-Chimay-Binche

2022
- 1. miejsce w mistrzostwach Norwegii (start wspólny)
- 2. miejsce w Binche-Chimay-Binche

2023
- 3. miejsce w Grand Prix du Morbihan

## Rankingi
| Rok             | 2017 | 2018 | 2019  | 2020  | 2021 | 2022 | 2023 | 2024 |
| --------------- | ---- | ---- | ----- | ----- | ---- | ---- | ---- | ---- |
| World Ranking   | 583. | 553. | 1153. | 1450. | 95.  | 117. | 70.  | 234. |
| UCI Europe Tour | 338. | 322. | 812.  | 1089. | 79.  | 99.  | 57.  | -    |
|                 |      |      |       |       |      |      |      |      |
| Źródło: UCI     |      |      |       |       |      |      |      |      |